# Berndorf (Gemeinde Hitzendorf)
Berndorf ist ein Dorf in der Weststeiermark und eine Katastralgemeinde der Gemeinde Hitzendorf im Bezirk Graz-Umgebung, Steiermark. Die erste urkundliche Erwähnung von Berndorf stammt aus dem Jahr 1136.

## Geografie und Ortsgliederung
Die Katastralgemeinde liegt etwa zehn Kilometer westlich von Graz, im Södingtal.
Die Katastralgemeinde besteht aus den Ortschaften Altenberg, Altreiteregg und Berndorf. Weiters gibt es in Berndorf die nur vier Gehöfte umfassende Rotte Österreich.
Berndorf verfügt über eine eigene Freiwillige Feuerwehr.

## Bauwerke

### Ortskapelle

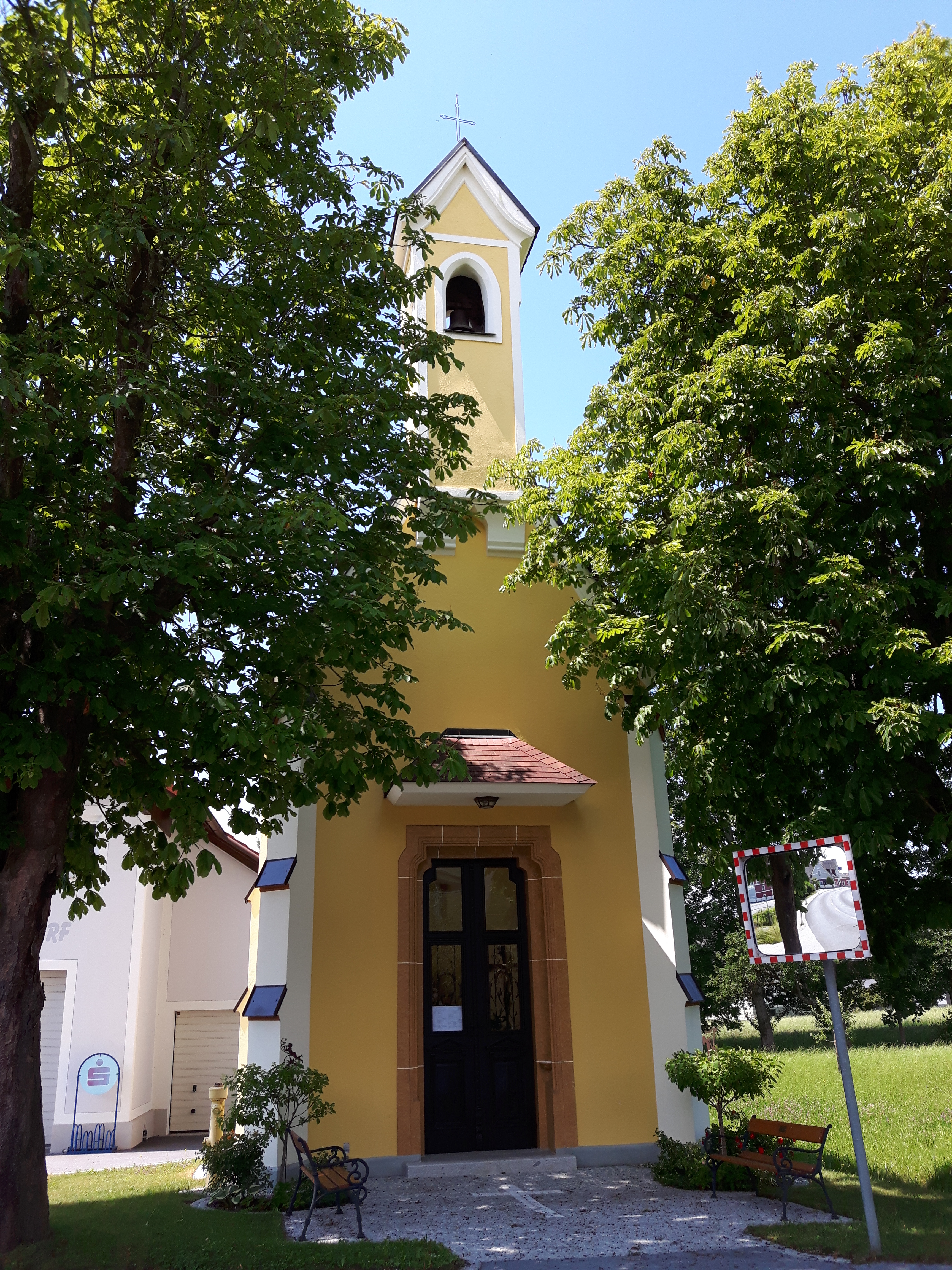
Die Frontseite der Dorfkapelle

Direkt im Ortsgebiet von Berndorf befindet sich eine Kapelle aus dem Jahr 1903. Sie wurde nach Plänen des aus Hitzendorf stammenden Bildhauers Hans Brandstetter errichtet. Die Pietà auf dem Altar der Kapelle wurde von Brandstetter gestaltet.

### Pestkreuz
Nahe der Gemeindegrenze zu Mooskirchen befindet sich ein Pestkreuz aus der Zeit um 1600, welches der Heiligen Maria geweiht ist. Zur Errichtung des Kreuzes wurde von den Berndorfern das Gelübde abgelegt, falls die Pest enden sollte, einmal im Jahr, am Karfreitag, zur Sebastianikirche in Söding zu pilgern. Im Jahr 1981 wurde das Kreuz von der katholischen Jugend Berndorf renoviert. Laut Erzählungen der Berndorfer befindet sich unter dem Kreuz eine ehemalige Pestgrube.